# Albert-László Barabási
Albert-László Barabási (30 de março de 1967) é um físico húngaro-americano nascido na Romênia, mais conhecido por seu trabalho na área de teoria das redes.
Foi professor da cátedra Emil T. Hofmann da Universidade de Notre Dame e atualmente é professor e diretor do  Centro de Pesquisa em Redes Complexas da Northeastern University e membro associado do Centro de Biologia de Sistemas do Câncer, parte do Dana–Farber Cancer Institute, da Universidade Harvard e, além de professor visitante do Centro para Ciência de Redesna Universidade Centro-Europeia.
Em 1999 introduziu o conceito de redes sem escala e propôs o modelo de Barabási–Albert para explicar o seu surgimento em sistemas naturais, tecnológicos e sociais, desde telefones celular até a World Wide Web. Ele é o Presidente Fundador da Sociedade para Ciência de Redes, que organiza a  conferência NetSci, realizada anualmente desde 2006.

## Nascimento e educação
Barabási nasceu de uma família de etnia húngara em Cârța, Harghita County, na Romênia. Seu pai, László Barabási, foi historiador, diretor do museu e escritor, enquanto sua mãe, Katalin Keresztes, ensinou literatura, e, mais tarde, tornou-se diretora de um teatro infantil. Ele frequentou uma escola especializada em ciências e matemática; no décimo grau, ele ganhou uma olimpíada de física local. Entre 1986 e 1989, ele estudou física e engenharia na Universidade de Bucareste; e, durante esse tempo, ele começou a fazer pesquisas sobre teoria do caos, e publicando três artigos.
Em 1989, Barabási emigrou para a Hungria, juntamente com o seu pai. Em 1991, ele concluiu o mestrado na Universidade Eötvös Loránd, em Budapeste, sob orientação de Tamás Vicsek, antes de se matricular no programa de Física da Universidade de Boston, onde obteve doutorado em 1994, sob a orientação de H. Eugene Stanley.

## Carreira acadêmica
Depois de um ano de pós-doutorado na IBM, Barabási ingressou como docente na Universidade de Notre Dame, em 1995. Em 2000, aos 32 anos, ele foi chamado para cátedra de Professor de Física Emil T. Hofman Professor de Física, tornando-se o mais jovem professor a assumi-la. Em 2004 fundou o Centro para Pesquisa de Redes Complexas.
Em 2005-06, ele foi Professor Visitante na Universidade de Harvard. No Outono de 2007, Barabási deixou a Universidade de Notre Dame para se tornar Diretor do Centro para Ciência de Redes da Northeastern University e para assumir uma posição no Departamento de Medicina da Escola Médica de Harvard.

## Pesquisa e realizações
Barabási tem sido um dos principais contribuidores para o desenvolvimento da ciência de redes e da física estatística de sistemas complexos. Seu maior papel foi a descoberta do conceito de redes sem escala. Ele relatou a natureza livre de escala da WWW, em 1999, e, no mesmo ano, em um artigo científico com Réka Albert, ele propôs modelo de Barabási–Albert, prevendo que crescimento e anexação preferencial são conjuntamente responsáveis no surgimento propriedade de ausência de escala em redes reais. De acordo com a revisão de um dos livros de Barabási livros, anexação preferencial pode ser descrita comoː
"Barabási descobriu que os sites que formam a rede (WWW) tem determinadas propriedades matemáticas. As condições para que essas propriedades possam ocorrer são três. A primeira é que a rede tem de estar em expansão, crescendo. Esta pré-condição de crescimento é muito importante, pois a ideia de surgimento vem com ela. Ela está em constante evolução e adaptação. Essa condição existe marcadamente dentro da world wide web. A segunda é a condição de anexação preferencial, ou seja, nós (sites) vão tender a ligar-se a hubs (outros sites), que já contenham a maioria das conexões. A terceira condição é chamada de adequação competitiva, que em termos de rede, significa que a sua taxa de atração."
Posteriormente, ele mostrou que a propriedade de ausência de escala emerge em sistemas biológicos, como em redes metabólicas e de interação proteína–proteínas. Em 2001, em artigo com Réka Albert e Hawoong Jeong, ele demonstrou a propriedade de  "calcanhar de Aquiles" das redes sem escala, mostrando que tais redes são robustas a falhas aleatórias, mas sensíveis a ataques direcionados a hubs. Este trabalho é coberto em seu bestseller para audiência geral, o livro, "Linked".
As contribuições de Barabási's para biologia de redes e medicina de redes incluen a introdução do conceito de doençoma, ou rede de doença, demonstrando como doenças se relacionam umas às outras através de genes compartilhados.
Seu trabalho em dinâmicas humanas resultou na descoberta da natureza de "cauda pesada" dos tempos entre eventos nos padrões de atividades humanas, propondo o modelo de Barabási, que  mostrou um modelo de enfileiramento capaz de explicar a natureza explosiva da atividade humana, tópico coberto em seu livro "Bursts".

## Premiações
Barabási é membro da American Physical Society. In 2005, ele recebeu o Prêmio de Aniversário da FEBS para Biologia de Sistas e, em 2006, recebeu a medalha John von Neumann da sociedade húngara para Ciência da Computação John von Neumann, por suas conquistas extraordinárias em ciência e tecnologia relacionadas a área da computação.
Em 2004, ele foi eleito como membro externo da Academia de Ciências da Hungria. Em 2007, ele ingressou na Academia Europaea.
Em 2008, recebeu o prêmio C&C Prize no Japão por "estimular pesquisas inovadoras na área de redes e descobrir que a propriedade de ausência de escala é um elemento comum em diversas redes complexas do mundo real" além do prêmio Cozzarelli da National Academies of Sciences (EUA)

## Publicações selecionadas
- Barabási, Albert-László, Bursts: The Hidden Pattern Behind Everything We Do, April 29, 2010; ISBN 0-525-95160-1 (hardcover)
- Barabási, Albert-László, Linked: The New Science of Networks, 2002. ISBN 0-452-28439-2 (pbk)
- Barabási, Albert-László and Réka Albert, "Emergence of scaling in random networks", Science, 286:509–512, October 15, 1999
- Barabási, Albert-László and Zoltán Oltvai, "Network Biology", Nature Reviews Genetics 5, 101–113 (2004)
- Barabási, Albert-László, Mark Newman and Duncan J. Watts, The Structure and Dynamics of Networks, 2006; ISBN 0-691-11357-2
- Barabási, Albert-László, Natali Gulbahce, and Joseph Loscalzo, "Network Medicine", Nature Reviews Genetics 12, 56–68 (2011)
- «The Diameter of the WWW». Nature. 401. Bibcode:1999Natur.401..130A. arXiv:cond-mat/9907038. doi:10.1038/43601
- Y.-Y. Liu, J.-J. Slotine, A.-L. Barabási, "Controllability of complex networks", Nature 473, 167–173 (2011)
- Y.-Y. Liu, J.-J. Slotine, A.-L. Barabási, "Observability of complex systems", Proceedings of the National Academy of Sciences 110, 1–6 (2013)
- Baruch Barzel and A.-L. Barabási, "Universality in Network Dynamics", Nature Physics 9, 673–681 (2013)
- Baruch Barzel and A.-L. Barabási, "Network link prediction by global silencing of indirect correlations", Nature Biotechnology 31, 720–725 (2013)
- B. Barzel Y.-Y. Liu and A.-L. Barabási, "Constructing minimal models for complex system dynamics", Nature Communications 6, 7186 (2015)